# Blomac
Blomac település Franciaországban, Aude megyében. Lakosainak száma 254 fő (2022. január 1.). Blomac Capendu, Douzens, Marseillette és Puichéric községekkel határos.

## Népesség
A település népessége az elmúlt években az alábbi módon változott:
| Lakosok száma | 246  | 210  | 200  | 195  | 205  | 221  | 227  | 226  | 235  | 254  |
|               | 1968 | 1982 | 1999 | 2006 | 2011 | 2015 | 2017 | 2018 | 2020 | 2022 |